# ثنائية الوجه

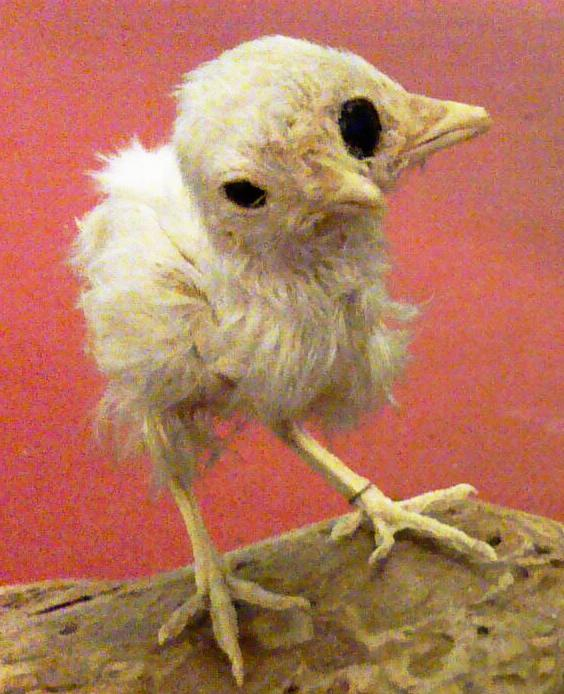
دجاجة بمنقارين وثلاثة أعين

ثنائية الوجه (الاسم العلمي: Diprosopus، باليونانية: διπρόσωπος [مذكر]، أي «ثنائي الوجه»، من δι -، دي -، «اثنان» وπρόσωπο، prósopo [محايد]، «وجوه»، «الشخص»؛ مع نهاية لاتينية) هي عيب خلقي فائق النُّدرة، تتكوَّن فيه أعضاء إضافية على رأس الكائن الحيّ، كثلاثة عيونٍ أو فمين أو أنفين.
على الرغم من أن النظرة الكلاسيكية لهذه الحالة تدل عادة على التصاق التوائم، فإن حقيقة هذا الوضع الشاذ لا يحصل بالضرورة بسبب انصهار أو تعطل فصل اثنين من الاجنه. بل هو نتيجة لبروتين يسمى Sonic hedgehog homolog (SHH). من بين أمور أخرى، يشمل هذا الوضع كافة ملامح الوجه. حيث أنه يؤدي في الحالات القصوى إلى زيادة عرض وازدواجية ملامح الوجه.كلما زاد العرض، زاد احتمال تكرر الملامح، وغالبا في شكل صورة طبق الاصل. وقد تجلى هذا في المختبر عن طريق ادخال الكريات البروتينية SHH في اجنه الدجاج، مما أدى إلى دجاج بمناقير مكررة. ان كميات كافية من البروتين يؤدي إلى عكس الظروف مثل «احادية العين» التي تكون فيها الملامح غير متطوره بما فيه الكفاية.
«ثنائية الوجه» تترافق مع العديد من الحالات الأخرى من الاضطرابات الخلقية، وخصوصا «انعدام الدماغ» anencephaly، عيب الانبوبة العصبية وتشوهات القلب. المولود الحي في الحالات البشرية نادر للغاية وقليلة فقط هي الحالات المسجلة، وآخرها حالة المولودة في الهند.
حالات قليلة من «ثنائية الوجه» التي واجهتها الحيوانات صمدت بسبب عيوب الجهاز الداخلية المرتبطة بها. الأكثر شهرة هو الخنزير ديتو. ديتو وصل إلى مرحلة البلوغ، ولكنه توفي من الالتهاب الرئوى الناجم عن الأكل من فم والتنفس بالآخر. في تموز / يوليو 2006، ذاع صيت قطة ثنائية الوجه تبلغ 6 سنوات من العمر تدعى فرانك ولوي من ميلبوري. وفي هذه الحالة الأخيرة، ساعدها تعطل إحدى القصبات الهوائية للبقاء على قيد الحياة.